# تپه پادریژ
تپه پادریژ مربوط به دوره اشکانیان است و در شهرستان ملایر، بخش سامن، دهستان حرم رود سفلی، روستای اسکنان واقع شده و این اثر در تاریخ ۲۵ آبان ۱۳۸۷ با شمارهٔ ثبت ۲۳۶۶۶ به‌عنوان یکی از آثار ملی ایران به ثبت رسیده است.